# Кичино (озеро)
Ки́чино (Кичинское; бел. Кі́чына, Кі́чынскае) — озеро в Сенненском районе Витебской области Белоруссии. Относится к бассейну реки Оболянка.

## Физико-географическая характеристика
Озеро Кичино располагается в 30 км к северо-востоку от города Сенно. Рядом с озером находится одноимённая деревня.
Площадь зеркала составляет 1,74 км², длина — 3,85 км, наибольшая ширина — 0,84 км, длина береговой линии — 9,25 км. Наибольшая глубина — 3,7 м, средняя — 2,4 м. Объём воды в озере — 4,15 млн м³. Площадь водосбора — 16,1 км².
Котловина термокарстового типа, вытянута с северо-запада на юго-восток и состоит из двух плёсов. Склоны преимущественно пологие, высотой 5—7 м, суглинистые, покрытые лесом и кустарником. Восточный и северо-восточный склоны крутые и достигают 12—15 м. Береговая линия извилистая, образует множество небольших заливов. Берега высотой до 0,3 м, поросшие кустарником.
Подводная часть котловины плоская. Дно западного плёса выстелено кремнезёмистым сапропелем, дно восточного плёса — глинистым илом. Мелководье до глубины 1 м (на мысах — до 2 м) песчаное.
Минерализация воды составляет 210—220 мг/л, прозрачность — 1 м. Водоём подвержен эвтрофикации.
В озеро Кичино впадает несколько ручьёв и вытекает ручей, впадающий в реку Оболянка.

## Флора и фауна
Прибрежная растительность распространяется до глубины 1,1—1,3 м. Ширина её полосы составляет преимущественно 40—45 м, вдоль южного берега уменьшаясь до 10—20 м.
В озере обитают лещ, щука, окунь, плотва, краснопёрка, линь, карась, ёрш, уклейка, язь. В советские годы водоём зарыблялся серебряным карасём и сазаном.